# 10月6日県
10月6日県（じゅうがつむいかけん、英語: 6th of October Governorate、アラビア語: محافظة السادس من أكتوبر）は、2008年から2011年まで存在したエジプトの県。エジプト北西部に位置していた。県庁所在地は10月6日市におかれていた。
存置期間が短く、国勢調査が行われなかったため正確な統計は存在しないが、2010年の推計では278万人、面積は約12,800km2と推定されている。

## 歴史
区域の細分化が行われるまではギーザ県（ギザ県とも）に属し、2008年4月17日に分離・創立された。しかし、2011年エジプト革命後の同年4月12日にギーザ県に再編入された。東には首都カイロがあるカイロ県と接し、南にはファイユーム県があり、西にはマトルーフ県・ブハイラ県と接していた。

## 住民
人口の大半はアラブ人であり、イスラーム教徒である。

## 県名
10月6日は第四次中東戦争開戦日であり、なおかつサダト大統領が暗殺された命日である。